# Marthe-Marguerite Caylus
Marthe-Marguerite Le Valois de Villette de Mursay (1673, Poitiers – 15 d'abril de 1729, París), comtessa de Caylus, fou una actriu i escriptora francesa.

## Biografia
Marthe-Marguerite va néixer en una família protestant, però Madame de Maintenon, cosina del seu pare, la va raptar als set anys (1680) junt al seu germà gran i els va portar a la cort de Versalles, on tots dos van adoptar el catolicisme sense gaire traumes. Aquesta acció afectà al seu pare, Philippe Le Valois, marquès de Villette-Mursay, protestant convençut i almirall de la marina reial, però la mare, que era catòlica, es conformà perquè va creure que els seus fills eren en bones mans.
Als tretze anys (1686) es va casar amb Jean-Anne de Tubières, comte de Caylus. La reputació del comte no era gaire bona i la seva conducta a la cort va arribar a tal extrem que va ser obligat a marxar a la frontera de Flandes, on va morir l'any 1704.
Marthe-Marguerite va continuar a Palau, on la seva alegria i la seva bellesa inspiraren Jean Racine, segons explica en el pròleg de la seva obra Esther, que va interpretar ella mateixa. La relació amb el duc Villeroy l'any 1692 no va ser ben vista i això va provocar que es retirés a París. Però l'any 1707 tornà a la cort i es quedà fins a la mort del rei Lluís XIV, l'any 1715.
La resta de la seva vida la passà a París, dedicada a escriure les seves memòries cortesanes.

## Obra literària
La comtessa de Caylus va escriure Souvenirs ("Records"), llibre de memòries publicat pòstumament per Voltaire l'any 1770 a Holanda. Aquesta obra narra la vida a la cort francesa entre els anys 1686 i 1700, amb retrats de gran finor de Mme. Maintenon, de la Delfina, de Mme. Montespan, de Lluís XIV, de la duquessa de Borgonya, memòries de Saint-Cyr i Racine, entre d'altres.